# Volodymyr Loukachenko
Volodymyr Lukashenko (parfois Vladimir, forme russe) est un escrimeur ukrainien né le 14 février 1980 et pratiquant le sabre.

## Palmarès
- Championnats du monde d'escrime
  -  Champion du monde au sabre individuel en 2003 à La Havane à Cuba
  -  Médaille d’argent au sabre par équipe en 2003 à La Havane à Cuba
- Coupe du Monde. 
  - Une victoire en tournoi de Coupe du Monde.